# Ein irrer Duft von frischem Heu
Ein irrer Duft von frischem Heu ist eine deutsche Filmkomödie der DEFA von Roland Oehme aus dem Jahr 1977. Sie beruht auf dem gleichnamigen Lustspiel von Rudi Strahl, der auch am Drehbuch mitarbeitete.

## Handlung
Ein Theatervorhang öffnet sich.
Genossin Dr. phil. Angelika Unglaube erreicht nach langem Fußmarsch das fiktive, kleine Dorf Trutzlaff in Mecklenburg. Sie wurde von der SED-Bezirksleitung geschickt, um Unerhörtes in Trutzlaff zu untersuchen: Genosse Mattes soll das zweite Gesicht haben und Wunderdinge bewirken können. Dies ist für die Bezirksleitung umso schlimmer, weil Mattes LPG-Bauer und Parteisekretär ist. Doch nicht nur die Partei steht Mattes kritisch gegenüber. Auch Pfarrer Himmelknecht sieht Wunderheilungen nicht gerne, wenn er den Kranken noch kurz zuvor in einer Predigt symbolisch als Kreuztragenden präsentiert hat.
Angelika und Mattes begegnen sich argwöhnisch. Er gibt zu, dass „Wunderwirken“ Teil der gepflegten Familientradition ist, und verblüfft Angelika prompt mit einigen Aussagen zu ihrer Person und ihrem familiären Hintergrund. Zudem ist der Tisch für zwei gedeckt, obwohl sich Angelika gar nicht angekündigt hatte. Da sie ihren letzten Zug verpasst hat, übernachtet Angelika bei Mattes. Nachts sieht sie, wie Mattes heimlich ins Nachbarhaus geht und dort den vermeintlich krummen Paul heilt. Am nächsten Tag hält sich Paul kerzengerade und auch die am vorigen Tag getroffene Wettervorhersage Mattes’, die auch Angelikas Vorgesetzter regelmäßig anfordert, stimmt wie jeden Tag. Angelika mischt sich nun unter das Dorfvolk, um von Mirakeln des Mattes zu erfahren. Am Abend hat sie 13 Hexereien des Bauern ermittelt, darunter das Wiedererwecken einer bereits Toten und die Vorhersage eines schweren Unfalls, zumal sie ja selbst die Heilung Pauls gesehen hat. Die drogenähnliche Wirkung des frischen Heus auf den Feldern um das Dorf verwirrt Angelika, die von ihrem Vorgesetzten eine Woche zur Untersuchung der Fälle erhält, zusätzlich.
Eines Tages steht, sehr zum Ärger des evangelischen Pastors Himmelknecht, mit Monsignore Romeo Aventuro ein Abgesandter des Vatikans vor der Tür. Er hat vom Dorfschuster von den Mirakeln des Mattes erfahren, die er als Mitarbeiter der vatikanischen Spezialabteilung „Zeitgenössische Mirakel“ dokumentieren will. Tatsächlich verblüfft Mattes ihn mit der genauen Vorhersage eines Gewitters bei bestem Wetter und diversen kleineren Wundern. Als sich Romeo Aventuro am nächsten Tag genauer im Dorf nach den Taten des Mattes erkundigt, versucht vor allem Pastor Himmelknecht, eine bodenständige Antwort auf die Wunder zu finden. So habe Mattes zum Beispiel nicht eine Tote mit einem Kuss zum Leben erweckt, sondern nur Mund-zu-Mund-Beatmung durchgeführt. Mattes erzählt Angelika zudem, dass er Paul nicht geheilt habe. Dieser habe vielmehr ein Leiden vorgetäuscht, um nicht in die Armee einberufen zu werden. Nicht für alles lässt sich jedoch eine Erklärung finden.
Mattes wird die Aufregung um seine Person, in die sich bald negative Stimmen mischen, bald zu viel. Er hatte unvorsichtigerweise einen Stromerzeuger zum Melken für ein Konzert im Nachbardorf ausgeliehen, den er nun braucht. Er stellt sich vor, dass einer der Musiker sich ein Bein brechen könnte, wodurch das Konzert ausfallen würde. Tatsächlich haben die Musiker den Tag im Heu verbracht und fallen in seiner Anwesenheit berauscht vom Heuwagen. Es gibt Bein- und Armbrüche und Mattes macht sich Vorwürfe, schließlich hätte er sich auch nur eine einfache Viruserkrankung vorstellen können. Als am Abend der Monsignore, der Pfarrer, Angelika, verschiedene „Wilderer“ (Mitglieder des Rates des Kreises) und eine ihren Mann suchende Bäuerin bei ihm erscheinen und alle etwas von ihm wollen, reagiert er entnervt und ruft aus, dass er auch nur ein Mensch sei. Da prompt ein Laterne tragender „Wilderer“ hinter ihm erscheint und ihm eine lichtumstrahlte Aura verpasst, macht auch diese Aussage auf Romeo Aventuro tiefen Eindruck. Er verlässt das Dorf zusammen mit Angelika im Zug. Als Mattes beim Abschiedswinken in Wolken zu schweben scheint, stellt Angelika fest, dass es eben nicht für alles eine Erklärung geben kann.
Der Zug fährt durch den Theatervorhang. Zurück im Filmset steigt Mattes von der Hebebühne, die Nebelmaschinen werden ausgeschaltet. Das Filmteam beginnt, das Set aufzuräumen.

## Produktion
Ein irrer Duft von frischem Heu basiert auf dem gleichnamigen Theaterstück, das Rudi Strahl 1975 verfasste. Bereits 1976 begannen die Dreharbeiten für den Film. Szenen der Bahnfahrt wurden auf dem Rasenden Roland, unter anderem vor Ort am Bahnhof Sellin, gedreht. Die Verfilmung des Stücks erlebte am 23. September 1977 im Urania 70 in Halle seine Premiere. Am 8. Oktober 1978 lief der Film im 2. Programm des Fernsehens der DDR erstmals im Fernsehen. Nach der Wende wurde er am 30. Mai 1993 im ORB-Fernsehen erstmals in der Bundesrepublik im Fernsehen gezeigt. Im November 2010 kam der Film bei Icestorm auf DVD heraus.
Mit dem streitenden Paar Bauer und Pfarrer wurde Ein irrer Duft von frischem Heu häufig in seiner Grundkonstellation mit Don Camillo und Peppone verglichen.

## Kritik
Die zeitgenössische Kritik bewertete den Film unterschiedlich: Kritisierte Renate Holland-Moritz den Film für „dicke, plumpe Klamottengags“, wo elegante Pointen gefragt seien, lobten andere Kritiker, dass der Film geschmackvoll sei „– auch beim ältesten Gag.“
Für das Lexikon des internationalen Films war Ein irrer Duft von frischem Heu ein „[h]eiteres und abwechslungsreiches Filmlustspiel mit teilweise gutem Gespür für Situationskomik.“

## Auszeichnung
Ein irrer Duft von frischem Heu erhielt 1978 den Kritikerpreis der DDR als bester komischer Film.